# Brabantsk
Brabantsk er en dialekt af nederlandsk der tales bl.a. i den nederlandske provins Nord-Brabant og de belgiske provinser Antwerpen og Flamsk-Brabant. Karakteristisk for udtalen er det bløde "g", i stedet for det hårde, skrabende "G", som mange forbinder med nederlandsk. Syd for de store floder Rhinen og Maas bliver "G'et" generelt talt udtalt blødt, og dette gælder i øvrigt også den nederlandsktalende del af Belgien.